# Amphianthus radiatus
Amphianthus radiatus is een zeeanemonensoort uit de familie Hormathiidae.
Amphianthus radiatus is voor het eerst wetenschappelijk beschreven door Carlgren in 1928.